# Philetus (Märtyrer)
Philetus († angeblich 121 in Illyrien) soll ein Märtyrer der christlichen Kirche gewesen sein. Die entsprechende Überlieferung gilt jedoch als unglaubwürdig und legendär.
Das Römische Martyrologium nennt neben Philetus, der ein Senator gewesen sei, noch seine Frau Lydia und seine Söhne Macedo und Theoprepius, die gemeinsam mit ihm das Martyrium erlitten hätten. Philetus sei in Illyrien mit seiner Familie von Kaiser Hadrian dem Feldherrn Amphilochius übergeben worden, der sie mit Foltern von ihrem Glauben abbringen sollte. Sie sollen in einen Kessel mit siedendem Öl und Pech geworfen und darin sieben Tage unverletzt geblieben sein, ehe sie hingerichtet wurden.
Philetus und seine Leidensgenossen werden als Heilige verehrt. Ihr Gedenktag ist der 27. März.